# Bus Simulator 2008
Bus Simulator 2008 er et simulationsspil, hvor det går ud på i grove træk at køre et busselskab i en tysk by. Der er fire forskellige bydele i byen: Vorstadt (Forstad), Altstadt (Gamle bydel), Zentrum (Centrum) og Industri. Man kan vælge imellem at køre: Linienverkehr (rutetrafik, Sonderfahrten (særkørsel, fx militærtransport) og Tagesreisen (dagsrejser, fx byrundture) I linienverkehr er der 9 forskellige strækninger som er delt op i: 3 med 6 stoppesteder, 3 med 9 stoppestder og 2 med 12 stoppesteder. Hver af strækningerne kan køres om dagen, om natten og i regn/sne.
Følgende bustyper er med i spillet:
- Tiger´s Town L (Lavgulvsbus)
- Cityliner (Lavgulvsbus)
- Tiger´s Regio (Oplandsbus)
- Volkan 1250 (Oplandsbus)
- Big Town (Ledbus)
- BG 900 (Ledbus)
- BGG 900 (Dobbelt ledbus)
- Star-Rider (Dobbeltdækkerbus)

Og ligeså mange busmodeller vil være til at downloade fra Bus Simulators hjemmeside, når de er færdige.
Man kan også selv bestemme billetprisen, og om man vil køre med reklamer på bussen og tjene ekstra penge. Der er også mulighed for at lave kampagner, der får flere folk til at tage bussen. Jo højere man sætter taksten, jo mindre passagere kommer der.
Første bonuspakke er udkommet med to nye bustyper.
| computerspil | Spire Denne computerspilsrelaterede artikel er en spire som bør udbygges. Du er velkommen til at hjælpe Wikipedia ved at udvide den. |